# Спанчевци
Спанчевци (болг. Спанчевци) — село в Болгарии. Находится в Монтанской области, входит в общину Выршец. Население составляет 351 человек.

## Политическая ситуация
В местном кметстве Спанчевци, в состав которого входит Спанчевци, должность кмета (старосты) исполняет Румен Славчев Ангелов (Болгарский земледельческий народный союз (БЗНС)) по результатам выборов правления кметства.
Кмет (мэр) общины Выршец — Боряна Тодорова Бончева-Лечева (коалиция в составе 3 партий: Болгарская социал-демократия (БСД), Земледельческий народный союз (ЗНС), Демократическая партия (ДП)) по результатам выборов в правление общины.